# 기항지 (2015년 영화)
《기항지》(踏血尋梅)는 2015년 공개된 홍콩의 범죄 드라마 미스터리영화이다.

## 출연
- 곽부성
- 금연령
- 담요문
- 제시 리
- 마이클 닝